# Saiq
Saiq est une ville du gouvernorat d’Ad-Dākhilīyah, à Oman.
Située à 2 000 m d’altitude, Saiq dispose de son propre aéroport.